# Cocotropus echinatus
Cocotropus echinatus är en fiskart som först beskrevs av Cantor, 1849.  Cocotropus echinatus ingår i släktet Cocotropus och familjen Aploactinidae. Inga underarter finns listade i Catalogue of Life.